# Ger (Gerona)

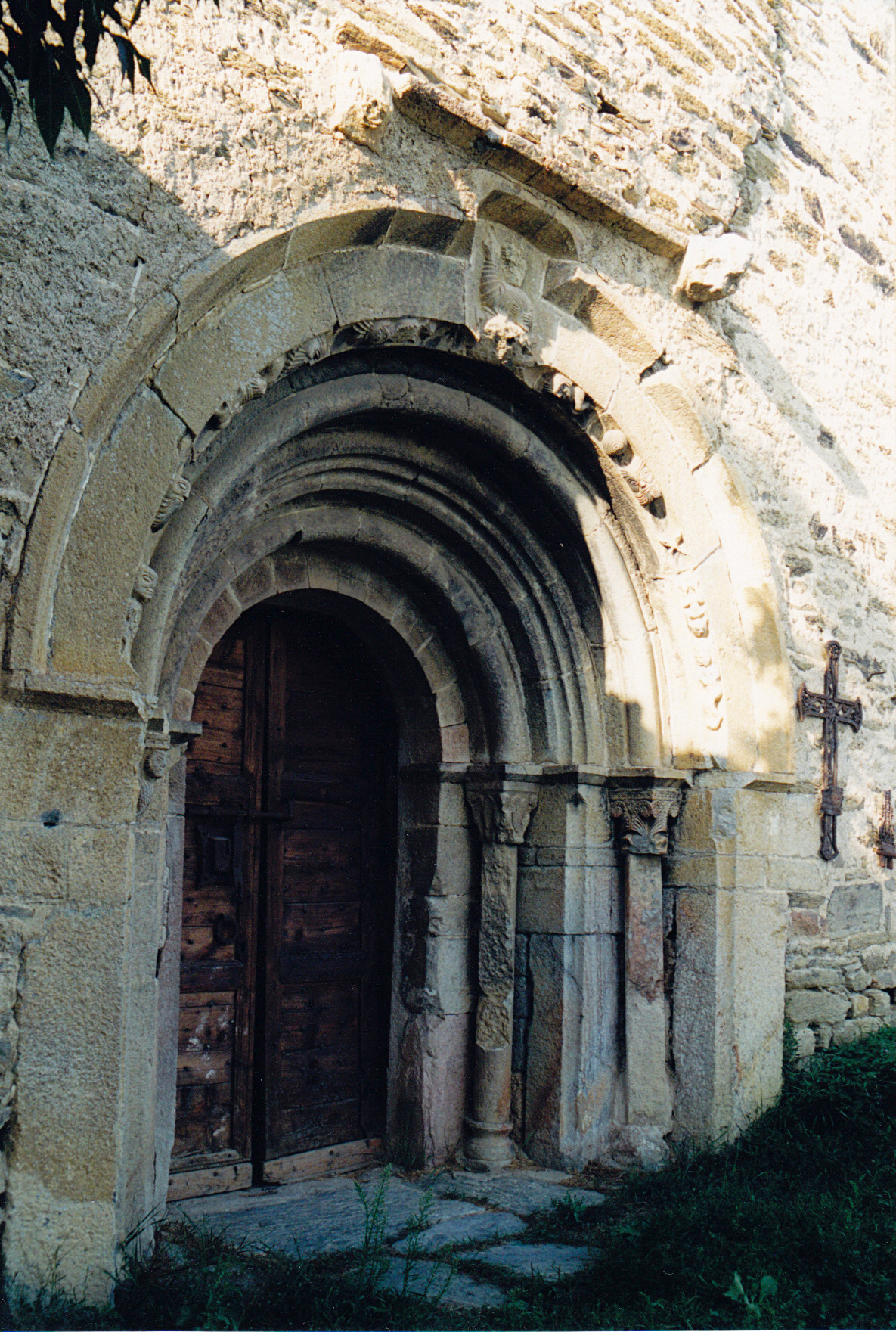
Iglesia de Santa Eugenia de Saga

Ger es un municipio español de la comarca de la Baja Cerdaña en la provincia de Gerona, comunidad autónoma de Cataluña, situado entre el río Segre y los montes de Puigpedrós.

## Geografía
Integrado en la comarca de Cerdanya. se sitúa a 150 kilómetros de la capital provincial. El término municipal está atravesado por la carretera nacional N-260 (Eje Pirenaico), además de por una carretera local que comunica con el vecino municipio de All. 
El relieve del municipio es predominantemente montañoso, al encontrarse en los Pirineos. El monte Puig Pedrós (2914 metros) es el pico más elevado, cerca de la frontera con Francia. La parte meridional está regada por el río Segre. La altitud oscila entre los 2914 metros (Puig Pedrós) y los 1050 metros a orillas del Segre. El pueblo se alza a 1126 metros sobre el nivel del mar. 
| Noroeste: Meranges | Norte: Guils de Cerdanya | Nordeste: Guils de Cerdanya    |
| Oeste: Meranges    |                          | Este: Bolvir                   |
| Suroeste: Isòvol   | Sur: Das                 | Sureste: Fontanals de Cerdanya |

## Historia
Aparece nombrado por primera vez en el acta de consagración de la catedral de la Seo de Urgel en el siglo IX con el nombre Geri.
Hacia mediados del siglo XIX, el lugar, ya por entonces perteneciente a Ger, tenía contabilizada una población de 344 habitantes. Aparece descrito en el octavo volumen del Diccionario geográfico-estadístico-histórico de España y sus posesiones de Ultramar de Pascual Madoz con las siguientes palabras:

GER: l. con ayunt. en la prov. de Gerona (17 leg.), part. jud. de Ribas (4), aud. terr. y c. g. de Barcelona (24), dióc. de Seo de Urgel (5). sit. en una pequeña llanura; le combaten los vientos del N. y E.; su clima, aunque frio es sano; las enfermedades comunes son pleuresias, gastritis, anginas inflamatorias y afectos escrofulosos. Tiene 85 casas, una escuela de primeras letras, cuya dotacioin de 3,300 rs., paga gratuitamente el particular D. Lorenzo Ribas; una igl. parr. (San Clemente), de la que son anejas las de Monmalus y Niula, servida por un cura de primer ascenso; y frente á ella está el cementerio con buena ventilacion. El térm. confina N. los Pirineos; E. Guils y Sagá; S. el r. Segre y los pueblos de Astoll y Senabastre, y O. Alls, Greixá y Maranges. El terreno es de inferior calidad; participa de monte y llano; aquel cubierto de pinos, arbustos y retamas, y éste con algunos prados artificiales, para la cria de ganado: corren por él dos arroyuelos que se forman de las vertientes del Pirineo, y desaguan en el Segre. Los caminos son de herradura, y dirigen á Bellver, Puigcerdá y pueblos limítrofes. De este último punto se recibe el correo. prod.: centeno y patatas; cria ganado lanar, yeguar y vacuno; y caza de liebres y perdices, muy escasas. ind.: un molino harinero, y fabricacion de medias de punto de telar y de aguja, camisones y pantalones, todo de lana y estambre, cuyos productos industriales, y la ganaderia, constituyen el comercio. pobl. y riqueza, unida á las de Monmlus y Niula. 68 vec., 344 almas. cap. prod.: 2.987,200. imp: 74,680.
(Madoz, 1847, p. 347)

## Entidades de población
- Ger
- La Devesa de Saga
- Gréixer
- El Molí de Ger
- La Pleta de Bolvir-Ger
- La Pleta de Saga
- Saga

## Demografía
Ger cuenta con una población de 494 habitantes (INE 2024).
| Gráfica de evolución demográfica de Ger entre 1842 y 2021 |
| |
| Población de derecho según los censos de población del INE Población de hecho según los censos de población del INEEntre el censo de 1857 y el anterior, crece el término del municipio porque incorpora a Sagá |

| 1497 | 1515 | 1553 | 1717 | 1787 | 1857 | 1877 | 1887 | 1900 |
| ---- | ---- | ---- | ---- | ---- | ---- | ---- | ---- | ---- |
| 21   | 24   | 23   | 230  | 617  | 631  | 634  | 592  | 552  |

| 1910 | 1920 | 1930 | 1940 | 1950 | 1960 | 1970 | 1981 | 1990 |
| ---- | ---- | ---- | ---- | ---- | ---- | ---- | ---- | ---- |
| 502  | 520  | 495  | 444  | 457  | 428  | 312  | 262  | 262  |

| 1992 | 1994 | 1996 | 1998 | 2000 | 2002 | 2004 | 2006 | — |
| ---- | ---- | ---- | ---- | ---- | ---- | ---- | ---- | - |
| 272  | 301  | 288  | 330  | 375  | 401  | 409  | 450  | — |

## Economía
Tiene agricultura de regadío con cereales y patatas; la ganadería es porcina, vacuna y bovina. Además cuenta con industria de la madera y un gran auge del turismo.

## Lugares de interés
- Iglesia parroquial de Santa Coloma de Ger. Origen románico
- Iglesia de Santa Eugenia de Saga. Románica del siglo XII
- Iglesia de Sant Climent de Gréixer. Románica.

## Fiesta local
- 31 de diciembre
- Fiesta mayor de Ger